# Evanna Lynch
Evanna Patricia Lynch (Termonfeckin, Condado de Louth, 16 de agosto de 1991) es una actriz, cantante tradicional, modelo y narradora irlandesa. Es conocida principalmente por su interpretación de Luna Lovegood en la serie de películas de Harry Potter, apareciendo en las últimas cuatro películas y en sus videojuegos vinculados, así como en el musical A Very Potter Senior Year.

## Primeros años
Lynch nació en Termonfeckin, condado de Louth, Irlanda, siendo hija de Marguerite y Donal Lynch. Tiene dos hermanas mayores, Emily y Mairead, y un hermano menor llamado Patrick. Cuando era niña, Lynch leyó la serie de Harry Potter, convirtiéndose en fan, y enviando cartas a la autora J. K. Rowling. Asistió a la Cartown National School en Termonfeckin hasta junio de 2004 y luego se cambió al Our Lady's College en Drogheda, donde su padre era el subdirector. En 2008, Lynch estudió Ficción Especulativa y Drama en el Centre for the Talented Youth of Ireland, una escuela de verano para adolescentes dotados, en Glasnevin. Durante el rodaje de Harry Potter  era educada a distancia durante tres horas al día como mínimo. Desde septiembre de 2010, asistió al Institute of Education para conseguir su título.

## Carrera
Lynch dijo que la habían elegido para las películas de Harry Potter por la obsesión que tenía con la serie de libros. A la edad de 11 años, durante el lanzamiento del quinto libro Harry Potter y la Orden del Fénix en junio de 2003, fue hospitalizada y su familia tuvo una reunión con el editor del libro y el hospital. Posteriormente, se le permitió salir durante una hora y recoger una copia firmada del libro. Mientras que algunos han declarado que su correspondencia previa con J. K. Rowling fue un factor importante que contribuyó a la decisión del casting, ambas han desacreditado esta teoría, confirmando que Rowling no sabía que Lynch se había presentado para el papel de Luna Lovegood hasta que los productores mencionaron su nombre. Lynch consiguió el papel tras leer sobre el casting en uno de los muchos sitios de fans de Harry Potter y asistir a la audición abierta.

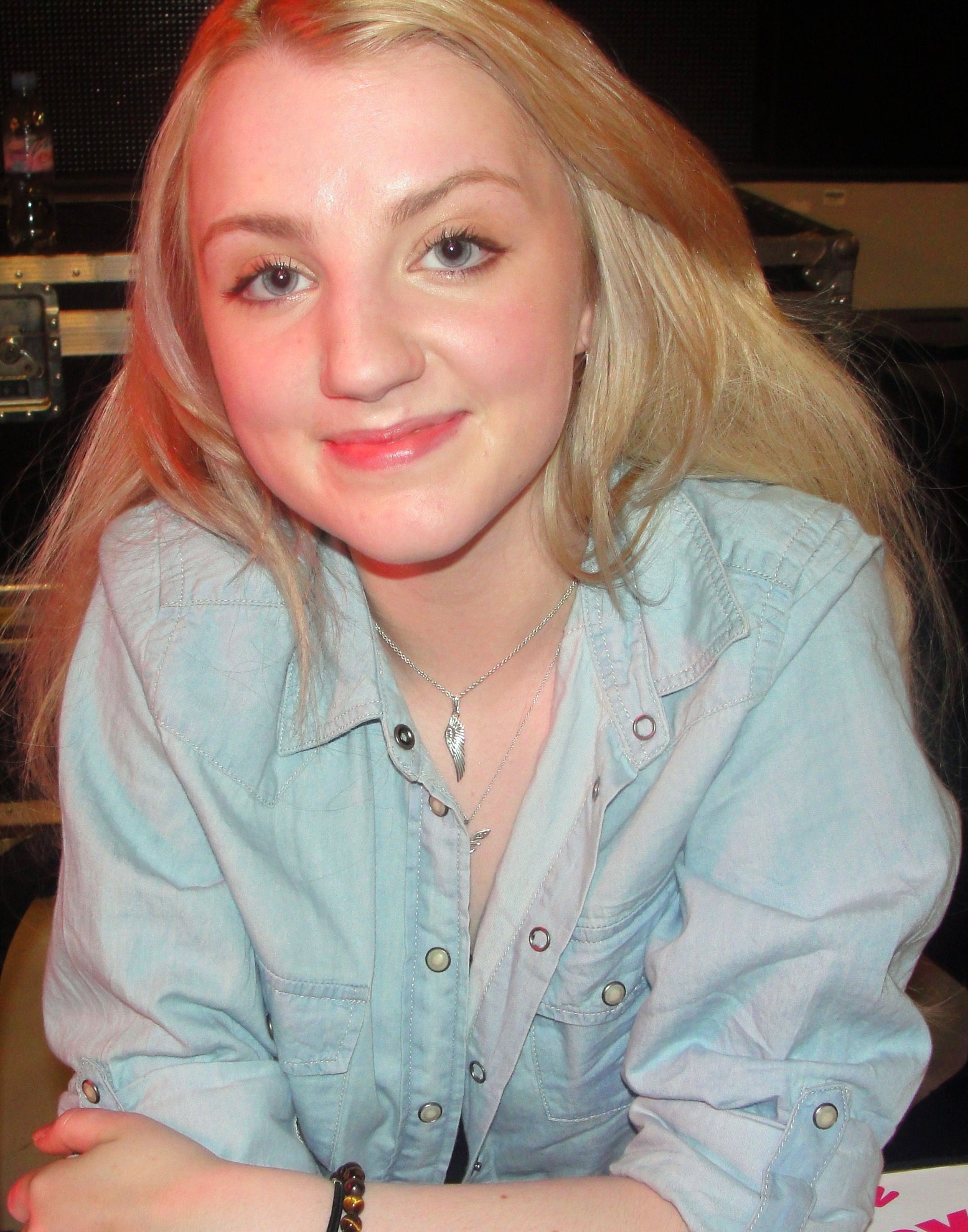
Lynch posando para una fotografía en un DVD del Misterio del Príncipe el cual firma en Londres en diciembre de 2009.

En enero de 2006, Lynch hizo el casting en Londres para el papel de Luna Lovegood en Harry Potter y la Orden del Fénix, la quinta película de la serie adaptada de los libros. Tras el casting compitiendo contra otras 15.000 chicas y una prueba de pantalla posterior con el actor principal Daniel Radcliffe, la actriz fue elegida a la edad de 14 años. Los productores quedaron impresionados por su afinidad con el personaje; David Heyman dijo: «Las otras podrían interpretar a Luna, Evanna Lynch es Luna». Aunque no se involucró en el proceso de casting, Rowling creía que Lynch era perfecta para el papel. Lynch nunca había actuado profesionalmente antes de la serie de Harry Potter y su experiencia se había limitado a obras de teatro del colegio. Harry Potter y la Orden del Fénix fue la presentación debut de Lynch en 2007. La película fue un éxito de taquilla, logrando $938 millones de dólares en todo el mundo y cosechando críticas mayormente favorables. Los críticos elogiaron las actuaciones del elenco, a menudo destacando a Lynch particularmente; A. O. Scott del The New York Times definió su actuación como «hechizante», y Jane Watkins de Country Life dijo que «[trajo] una dulzura atractiva a su personaje que no está tan desarrollado en el libro». Lynch repitió su papel como Luna en el videojuego de la película.
Dos años más tarde, Lynch encarnó el papel de Luna en Harry Potter y el misterio del príncipe, la sexta entrega de la serie. La película tuvo éxito crítico y financiero. Wesley Morris de The Boston Globe escribió que Lynch como Luna «combate la lentitud ocasional de la película con una lentitud hilarante propia», y Michael Dwyer de The Irish Times la denominó «la mejor actriz irlandesa de 2009» por su trabajo en la película. Su actuación le valió las nominaciones al Scream Award y al Premio Young Artist, y repitió su papel en el videojuego de la película.
Harry Potter y las Reliquias de la Muerte: parte 1, la primera de las dos películas adaptadas del séptimo y último libro de Harry Potter, se estrenó en 2010. La película fue un éxito en taquilla y obtuvo críticas mayormente favorables. James Verniere de The Boston Herald comentó que Luna «sigue siendo deliciosamente extraña», mientras que Simon Miraudo de Quickflix criticó la película comentando que «la encantadora Evanna Lynch es brutalmente subutilizada como la melancólica Luna Lovegood». Repitió de nuevo su papel en el videojuego de la película.
Lynch reapareció también en la octava y última entrega de la serie, Harry Potter y las Reliquias de la Muerte: parte 2. La película se abrió a la crítica y se convirtió en aquel entonces en la quinta película más taquillera de todos los tiempos, recaudando $1.328 millones de dólares en taquilla en todo el mundo. Moira Macdonald de The Seattle Times escribió que Lynch «sigue siendo todo eso y un pendiente de rábano como Luna Lovegood», y Roger Moore de The Orlando Sentinel la nombró como «tal vez» una de sus «actrices favoritas de la película final». Nuevamente repitió su papel en el videojuego de la película.
Durante ese tiempo apareciendo en las películas de Harry Potter, Lynch también hizo y ayudó a diseñar una serie de accesorios de moda para ellos. En agosto de 2012 en el evento Leakycon en Chicago, Lynch se unió al elenco de StarKid para interpretar a Luna Lovegood en un guion de la tercera parodia musical de Harry Potter, A Very Potter Senior Year (los otros dos son A Very Potter Musical y A Very Potter Sequel). 
La autora de la serie de Harry Potter, J. K. Rowling, pronunció un discurso durante el estreno mundial de Harry Potter y las Reliquias de la Muerte: parte 2, el 7 de julio de 2011 en Londres, Inglaterra. Ella declaró que había siete miembros principales del elenco en la serie, a los que se refirió como «The Big Seven», y nombró a Lynch como uno de los siete miembros, junto con Daniel Radcliffe, Rupert Grint, Emma Watson, Tom Felton, Matthew Lewis y Bonnie Wright. Rowling ha dicho que, de todos los actores en la serie de películas, Lynch ha tenido la mayor influencia en la forma en que su personaje fue escrito posteriormente. En 2012, le dijo a Charlie Rose que al componer los últimos libros, «la vi. [Se] metió en mi cabeza. Incluso escuché su voz cuando estaba escribiendo a Luna».
Después de su trabajo en las películas de Harry Potter, Lynch se convirtió en estrella invitada como princesa Alehna (hija de Taryn, interpretada por Orla Brady) en la primera final de temporada de la serie de televisión de Sky1 Sinbad. También estaba programado que interpretara a Fiona Carrick-Smith en la película dramática independiente, Monster Butler, de 2013. La película debía haberse basado en la vida del asesino en serie y ladrón británico Archibald Hall. La película fue cancelada debido a problemas con la financiación. Lynch también protagonizó la comedia independiente para adolescentes G.B.F., que se proyectó en el Festival de cine de Tribeca en Nueva York en abril de 2013 y en el Festival de Cine Frameline en San Francisco, California, el 30 de junio de 2013.
En mayo de 2013, se anunció que Lynch protagonizaría la producción teatral británica Houdini, la cual se presentó en varios teatros del Reino Unido del 9 de septiembre de 2013 al 12 de octubre de 2013. Lynch interpretó el papel de Bess Houdini, esposa y asistente del mago Harry Houdini.
En diciembre de 2013 se anunció que Lynch interpretaría a Theresa Bornstein en el thriller independiente sobre crimen Dynamite: A Cautionary Tale. La grabación tuvo lugar Nueva York y estaba programada durante dieciocho días.
En septiembre de 2014, se anunció que Lynch protagonizaría su primer papel principal en la película irlandesa My Name Is Emily, escrita y dirigida por un hombre que lucha contra la esclerosis lateral amiotrófica. La filmación comenzó en Irlanda ese mes y la película se lanzó en 2015. En abril de 2017, se anunció que protagonizaría un revival de Disco Pigs de Enda Walsh para la etapa de Londres, que se realizó del 12 de julio al 19 de agosto de 2017 en Trafalgar Studios. Más tarde el espectáculo fue transferido a Off-Broadway en el Irish Repertory Theatre y fue reproducida del 5 de enero al 4 de marzo de 2018.
En noviembre de 2017, se confirmó que protagonizaría el drama independiente Indigio Valley, dirigido por Jaclyn Bethany, pero se vio obligada a abandonar el proyecto debido a conflictos de programación y fue reemplazada por Rosie Day.
Además apareció en un papel de cameo en el debut como director de Jason Mewes Madness in the Method, en 2018.
El 12 de septiembre de 2018, Lynch fue anunciada como una de las celebridades que competirían en la temporada 27 de Dancing with the Stars, siendo emparejada con el bailarín profesional Keo Motsepe. Ellos lograron llegar a la final, quedando en el tercer puesto.

## Filantropía y actividad empresarial

### Activismo y veganismo
En una entrevista de 2019, Lynch afirmó que "odiaba la sangre [de la carne cruda]" ya de niña y que se hizo vegetariana a los 11 años. En 2015 se pasó al veganismo por razones éticas. En palabras de la propia Lynch, se dedica al activismo principalmente "en mi tiempo libre como una forma de retribución social y de mejorar el mundo".
En 2015, Lynch fue la primera persona en firmar la petición contra la exportación de animales vivos durante la gira Cow on Tour, un acontecimiento organizado por la organización Compassion in World Farming, que visitó ocho ciudades de la Unión Europea. Desde entonces se ha sumado a numerosas manifestaciones y campañas por los derechos de los animales. En mayo de 2018, Evanna Lynch viajó con un periodista a Kerala, India, para observar el trato que recibe el elefante asiático, una especie en peligro de extinción. En agosto de ese mismo año, el actor Peter Egan y ella colaboraron con la organización Save the Asian Elephants para entregar una petición de 200.000 firmas al Ministerio de Medio Ambiente, Alimentación y Asuntos Rurales del Reino Unido (DEFRA, por sus siglas en inglés), en la que se exigía prohibir en el Reino Unido la publicidad de "vacaciones poco éticas en el extranjero relacionadas con el elefante asiático", entre otras reivindicaciones.

## Vida personal
Lynch ha trabajado para promover la autoestima y la imagen corporal saludables en las niñas debido a sus experiencias previas con el trastorno de la anorexia nerviosa. Desde la edad de 11 años, Lynch ingresó y salió de clínicas de rehabilitación durante dos años. Pronto encontró una conexión con el personaje de Luna Lovegood de la serie de libros de Harry Potter y se inspiró en el hecho de que el personaje abraza sus propias rarezas. Lynch escribió un ensayo titulado «Why the Body Bind is My Nightmare» en el que describe su lucha emocional con su apariencia y cómo logró superar esto mediante el uso de alusiones que pertenecen a la serie de Harry Potter.
Su trabajo de caridad incluye la participación con la Sociedad de Esclerosis Múltiple de Irlanda, en la que lanzó su recaudación de fondos MS Readathon en 2010. Lynch también es miembro de la Junta de Asesores de la organización sin fines de lucro Harry Potter Alliance (HPA). Con la HPA, ella ha apoyado el matrimonio entre personas del mismo sexo en Maine, participó en una recaudación de fondos por webcast, escribió un artículo sobre la imagen corporal y contribuyó a un libro de recaudación de fondos.
Lynch tiene un hogar en Londres, Inglaterra.

## Filmografía

### Cine
| Año  | Título                                                       | Papel             |
| ---- | ------------------------------------------------------------ | ----------------- |
| 2007 | Harry Potter y la Orden del Fénix                            | Luna Lovegood     |
| 2009 | Harry Potter y el misterio del príncipe                      | Luna Lovegood     |
| 2010 | Harry Potter y las Reliquias de la Muerte: parte 1           | Luna Lovegood     |
| 2011 | Harry Potter y las Reliquias de la Muerte: parte 2           | Luna Lovegood     |
| 2013 | G.B.F.                                                       | McKenzie Pryce    |
| 2014 | Dynamite: A Cautionary Tale AKA Addiction: A 60's Love Story | Theresa Bornstein |
| 2015 | Danny and the Human Zoo                                      | Bridget Riordan   |
| 2015 | My Name Is Emily                                             | Emily             |
| 2018 | Madness in the Method                                        |                   |

### Televisión
| Año  | Título                                            | Papel      | Notas                                     |
| ---- | ------------------------------------------------- | ---------- | ----------------------------------------- |
| 2012 | Sinbad                                            | Alehna     | Episodio 12: «Land of the Dead»           |
| 2013 | Apex                                              | Regan      | Episodio 1: «Pilot»                       |
| 2018 | Dancing with the Stars                            | Ella misma | Concursante de la temporada 27            |
| 2022 | Harry Potter 20th Anniversary: Regreso a Hogwarts | Ella misma | Película documental HBO Max               |
| 2024 | Harry Potter: Wizards of Baking                   | Ella misma | Invitada 1 episodio, reality show HBO Max |

### Cortometrajes
| Año  | Título             | Papel |
| ---- | ------------------ | ----- |
| 2013 | It Don't Come Easy | Ella  |

### Videos musicales
| Año  | Título | Papel        | Artista(s) |
| ---- | ------ | ------------ | ---------- |
| 2017 | DISARM | Protagonista | Bry        |

### Videojuegos
| Año  | Juego                                              | Papel         |
| ---- | -------------------------------------------------- | ------------- |
| 2007 | Harry Potter y la Orden del Fénix                  | Luna Lovegood |
| 2009 | Harry Potter y el misterio del príncipe            | Luna Lovegood |
| 2010 | Harry Potter y las Reliquias de la Muerte: parte 1 | Luna Lovegood |
| 2011 | Harry Potter y las Reliquias de la Muerte: parte 2 | Luna Lovegood |
| 2016 | Lego Dimensions                                    | Luna Lovegood |

### Teatro
| Año     | Título                    | Papel         | Director(es)     | Productor               | Producción(es) |
| ------- | ------------------------- | ------------- | ---------------- | ----------------------- | --- |
| 2012    | A Very Potter Senior Year | Luna Lovegood | Matt & Nick Lang | StarKid Productions     | LeakyCon 2012 @ Hilton Chicago, Chicago, Illinois |
| 2013    | Houdini                   | Bess Houdini  | Peter Snee       | Peter Snee              | Grand Theatre, Blackpool Theatre Royal, Windsor, Stoke Repertory Theatre, Gaiety Theatre, Dublin & Swansea Grand Theatre                                 |
| 2017/18 | Disco Pigs                | Sinéad/"Runt" | John Haidar      | Tara Finney Productions | Trafalgar Studios, Whitehall, Trafalgar Square, Ciudad de Westminster, Londres (West End); Irish Repertory Theatre, Manhattan, Nueva York (Off-Broadway) |

## Premios y nominaciones
| Año  | Trabajo nominado                        | Premio                       | Categoría               | Resultado | Ref(s) |
| ---- | --------------------------------------- | ---------------------------- | ----------------------- | --------- | ------ |
| 2009 | Harry Potter y el misterio del príncipe | Premios Young Artist         | Mejor actriz de reparto | Nominada  |        |
| 2009 | Harry Potter y el misterio del príncipe | Scream Awards                | Mejor actriz de reparto | Ganadora  | [ 28 ] |
| 2016 | My Name Is Emily                        | Premios Irish Film and Drama | Mejor actriz principal  | Nominada  | [ 80 ] |